# 竹井詩織里
竹井 詩織里（たけい しおり、1985年2月6日 - ）は、日本の元女性歌手。大阪府出身、兵庫県西宮市育ち。GIZA studio・LOOPに所属していた。

## 来歴
高校在学中に応募した、GIZA studio主催のSUPER STARLIGHT CONTESTで準グランプリ（グランプリは滴草由実）を受賞したことがきっかけとなり、LOOPに所属。2004年2月18日、シングル『静かなるメロディー』でデビュー。
2004年4月、立命館大学入学。
2005年8月10日に発売された5枚目のシングル「世界 止めて」がオリコン初登場27位を記録し、スマッシュヒットとなる。この作品は彼女が発表してきた作品の中でオリコン順位・売上ともに最高である。
2005年にはZARDのアルバム『君とのDistance』に、2006年には上木彩矢のシングル「ピエロ」、B'zのアルバム『MONSTER』に、2007年には早川えみのアルバム『You and Me and Jazz』に、それぞれコーラスとして参加するなど、同じビーイング所属ミュージシャンの作品にもゲスト参加するようになる。
オリジナル作品の他にもインディーズよりカバー曲集を発売しており、2003年には『The note of my eighteen years』、2005年には『The note of my nineteen years』、2006年には『The note of my twenty years』をそれぞれ発表している。
2008年に立命館大学を卒業し、一般企業へ就職。
『竹井詩織里 ベスト』をリリース後、2008年2月12日以降ブログが更新されず、ライブやイベント情報もない。公式ホームページは更新され、プロフィールとディスク情報だけになった。
2008年、契約終了とともにアーティスト活動を引退。

## ディスコグラフィ
竹井は2003年のデビューから2008年の引退までに3枚のスタジオ・アルバム、4枚のミニアルバム、1枚のベスト・アルバム、9枚のCDシングルを発表している。また、TAK MATSUMOTOが2003年に発表したアルバム『THE HIT PARADE』や、愛内里菜が2006年に発表した映像作品『里菜祭り2006』にはゲストとして参加している。
竹井は2003年にTENT HOUSEよりカバーミニアルバム『The note of my eighteen years』を発売し、インディーズデビュー。2004年にはメジャーデビューシングルとなる「静かなるメロディー」をGIZA studioよりリリース。同年にはシングル2枚を収録したデビューアルバム『My Favorite Things』を発売、オリコン78位を記録する。
その後、2005年に発表された「世界 止めて」は、アニメ『名探偵コナン』のエンディングテーマに採用され、1万枚以上を売り上げるスマッシュヒットとなる。同作を収録したセカンドアルバム『second tune 〜世界 止めて〜』はオリコン49位を記録し、前作より大きく順位を上げる。
2006年にはアニメ『メルヘヴン』主題歌の「桜色」と、18歳の頃よりシリーズとしてリリースしていたミニアルバムの最終章である『The note of my twenty years』を同時リリースする。2007年にはシングル4枚を含むサードアルバム『Diary』をリリース、自身最高位であるオリコン48位を記録する。
2007年9月には自身初となるオリジナル・ミニアルバム『documentary』をリリース。翌年2008年には初のベストアルバム『竹井詩織里 ベスト』をリリースした。
※ 太文字は、最高売上枚数を示す。

### シングル
|     | 発売日        | タイトル                 | 楽曲制作                                     | 最高位 | 売上枚数 | 収録アルバム                |
| --- | ------------- | ------------------------ | -------------------------------------------- | ------ | -------- | --------------------------- |
| 1st | 2004年2月18日 | 静かなるメロディー       | 作詞：AZUKI七 作曲：大野愛果 編曲：小林哲    | 88位   | 1,495枚  | My Favorite Things          |
| 2nd | 2004年5月19日 | 君に恋してる             | 作詞：AZUKI七 作曲：後藤康二 編曲：小林哲    | 90位   | 1,292枚  | My Favorite Things          |
| 3rd | 2005年1月19日 | 君を知らない街へ         | 作詞：竹井詩織里 作曲：大野愛果 編曲：小林哲 | 70位   | 2,277枚  | second tune 〜世界 止めて〜 |
| 4th | 2005年7月6日  | つながり                 | 作詞：竹井詩織里 作曲：大野愛果 編曲：小林哲 | 99位   | 2,208枚  | second tune 〜世界 止めて〜 |
| 5th | 2005年8月10日 | 世界 止めて              | 作詞：竹井詩織里 作曲：大野愛果 編曲：小林哲 | 27位   | 13,820枚 | second tune 〜世界 止めて〜 |
| 6th | 2006年2月1日  | 桜色                     | 作詞：AZUKI七 作曲：桂花 編曲：小林哲        | 56位   | 3,737枚  | Diary                       |
| 7th | 2006年8月30日 | きっともう恋にはならない | 作詞：AZUKI七 作曲：大野愛果 編曲：小林哲    | 88位   | 1,518枚  | Diary                       |
| 8th | 2006年11月8日 | Like a little Love       | 作詞：AZUKI七 作曲：徳永暁人 編曲：小林哲    | 59位   | 1,605枚  | Diary                       |
| 9th | 2007年2月28日 | 夢のつづき               | 作詞：竹井詩織里 作曲：後藤康二 編曲：小林哲 | 94位   | 1,385枚  | Diary                       |

### アルバム
|     | 発売日        | タイトル                    | 最高位 | 売上枚数 |
| --- | ------------- | --------------------------- | ------ | -------- |
| 1st | 2004年9月15日 | My Favorite Things          | 78位   | 4,237枚  |
| 2nd | 2005年9月28日 | second tune 〜世界 止めて〜 | 49位   | 9,287枚  |
| 3rd | 2007年4月18日 | Diary                       | 48位   | 3,974枚  |

### ミニアルバム
|     | 発売日        | タイトル                      | 最高位 | 売上枚数 |
| --- | ------------- | ----------------------------- | ------ | -------- |
| 1st | 2003年12月3日 | The note of my eighteen years | －     | －       |
| 2nd | 2005年1月19日 | The note of my nineteen years | 200位  | 1,096枚  |
| 3rd | 2006年2月1日  | The note of my twenty years   | 169位  | 1,205枚  |
| 4th | 2007年9月12日 | documentary                   | 90位   | 1,702枚  |

### ベストアルバム
|     | 発売日       | タイトル          | 最高位 | 売上枚数 |
| --- | ------------ | ----------------- | ------ | -------- |
| 1st | 2008年2月6日 | 竹井詩織里 ベスト | 69位   | 3,148枚  |

## タイアップ
| 曲名                     | タイアップ                                                        |
| 静かなるメロディー       | 読売テレビ『プロの動脈。』エンディングテーマ                      |
| 君を知らない街へ         | 日本テレビ『汐留スタイル』Stylish Play                            |
| 世界 止めて              | 読売テレビ・日本テレビ系アニメ『名探偵コナン』エンディングテーマ  |
| 桜色                     | テレビ東京系アニメ『メルヘヴン』エンディングテーマ                |
| きっともう恋にはならない | テレビ東京系『JAPAN COUNTDOWN』エンディングテーマ                 |
| Like a little Love       | Music Japan TV『BREAK TV』11月度エンディングテーマ                |
| Like a little Love       | チバテレビ『MU-GEN～Music Generations～』11月度エンディングテーマ |
| 夢のつづき               | テレビ東京系『JAPAN COUNTDOWN』エンディングテーマ                 |
| sweet home               | TBS系『徳光和夫の感動再会"逢いたい"』エンディングテーマ           |
| セツナの光景             | チバテレビ『MU-GEN～Music Generations～』9月度エンディングテーマ  |

## レコーディング参加

### フィーチャリング
- TAK MATSUMOTO「パープルタウン」

### コーラス
- TAK MATSUMOTO「港のヨーコ・ヨコハマ・ヨコスカ」
- ZARD「good-night sweet heart」「君と今日の事を一生忘れない」
- 上木彩矢「ピエロ」
- B'z「恋のサマーセッション」「Happy Birthday」
- 早川えみ『You and Me and Jazz』

## ラジオ
- 竹井詩織里の音泉日和（FM愛媛、2006年10月8日 - 2008年1月27日）